# Flugwissenschaftliche Vereinigung Aachen
Pour les articles homonymes, voir FVA.

L'Association aéronautique d'Aix-La-Chapelle (en allemand Flugwissenschaftliche Vereinigung Aachen, abrégé en FVA) a été fondée le 1er juillet 1920 par les étudiants de l’Institut Technique d’Aix-la-Chapelle. Elle est devenue Flugtechnische Fachgruppe Aachen en 1935 (conception des appareils), FVA continuant son existence pour ce qui concerne la pratique du Vol à voile. Reconstitué comme FVA le 8 octobre 1948 et rattaché à l’Idaflieg, qui regroupe les sections aéronautiques universitaires (Akaflieg) allemandes, elle a produit un certain nombre de planeurs, quelques avions qui ne connurent pas un grand succès et, depuis la fin de la Seconde Guerre mondiale, quelques études et réalisations dans des domaines annexes.

## Les réalisations de FVA
- FVA-1 Schwatze Düvel : Planeur monoplace construit en 1920 pour participer au premier concours vélivole de la Rhön. Dessiné par le Prof. Theodore von Kármán et son assistant Wolfgang Klemperer, c’était un monoplan à aile basse reposant sur deux patins carénés. Ressemblant en fait à un avion dont le moteur n’aurait pas été installé, le FVA-1 était construit en bois, avec un pilote assis en poste ouvert à l’avant du fuselage. Piloté par Klemperer, cet appareil a remporté le premier concours vélivole de la Rhön en 1920, avec un vol en ligne droite de 1 830 m. Un an plus tard, le 30 août 1921 W. Klemperer établit un record du monde de distance, parcourant 4,6 km en 13 minutes.
- FVA-2 Blaue Maus : Planeur monoplace construit en 1921 sous la direction de Wolfgang Klemperer, c’était en fait une évolution du FVA-1, dont la formule était conservée. Durant le second concours vélivole de la Rhön en 1921 le Blaue Maus se classa troisième, tenant l’air 21,7 minutes au cours de 12 vols, dont un de 2 580 m et un de 2 080 m. Le 30 août 1921 Klemperer parcourut 4,6 km en 13 minutes, établissant le record du monde de distance. Le prototype fut détruit sur accident en 1922, mais trois exemplaires furent ensuite construits par Aachener Segelflugzeugbau GmbH, dont un vendu en Grande-Bretagne.
- FVA-3 Ente : Planeur biplace côte à côte toujours dessiné par Wolfgang Klemperer et achevé en 1922. Il s’agissait cette fois d’un appareil de type canard, le pilote étant installé au niveau du bord d’attaque de l’aile et la dérive juste derrière le bord de fuite. Le fuselage se projetait très en avant du pilote, supportant le stabilisateur et l’appareil reposait toujours sur de larges matins carénés. Accidenté durant le troisième concours vélivole de la Röhn, il ne fut pas reconstruit.
- FVA-4 Pipö : Ce biplan d’école monoplace construit en 1923 pourrait être considéré comme l’ancêtre des ULM. Il s’agissait en fait d’un petit biplan reposant sur patins, l’élève étant assis à l’avant du plan inférieur, juste devant le moteur entrainant une hélice propulsive. Cet appareil devait permettre aux anciens pilotes de continuer à s’entrainer malgré les restrictions imposées par le traité de Versailles, mais à la rentrée des classes 1923/24 aucun étudiant n’avait reçu de formation aéronautique durant la Première Guerre mondiale et en 1924 Wolfgang Klemperer émigra aux États-Unis. Devenu inutile, le FVA-4 fut donc abandonné.
- FVA-5 Rheinland : Planeur monoplan à aile haute et poste ouvert développé en 1923. D’allure moderne, reposant sur un patin central à la base d’un fuselage profond, cet appareil à aile cantilever dont le prototype fut réalisé sous la direction de Ferdinand Bernhard Schmetz fut produit en petite série à partir de 1924, toujours par Aachener Segelflugzeugbau GmbH.
- FVA-6 : En 1924 fut levée l’interdiction du vol à moteur en Allemagne et le Flugwissenschaftliche Vereinigung Aachen abandonna la réalisation de planeurs. Élève du Professeur Theodore von Kármán, Ilse Kober travaillait déjà sur un projet de biplan biplace en tandem d’école à ailes égales décalées. La construction de l’appareil fut lancée, mais une femme n’avait guère sa place dans ce type d’activité dans l’Allemagne de l’Entre-deux guerres. Elle fut donc nommée au DVL en 1925 et Theodor Bienen acheva en 1926 la réalisation du prototype, équipé d’un moteur ABC de 30 ch d’origine anglaise. Aix-la-Chapelle se trouvant en zone d’occupation belge, le prototype fut transféré à Düsseldorf-Lohausen pour y effectuer ses essais en vol. Confié à un pilote néophyte, Ludwig Pfitzner, le prototype fut détruit sur accident dès son premier vol.
- FVA-7 : Il existe une certaine confusion autour de ce planeur de compétition destiné au concours de la Röhn de 1930, probablement aussi connu sous la désignation M 1a car c’était un dérivé du M 1 dessiné par Herman Mayer. L’appareil fut accidenté au cours de la compétition et remis à Schleicher pour réparation. On en perd ensuite la trace.
- FVA-8 : Certainement le Herman Mayer MS-II.
- FVA-9 Blaue Maus 2 : En 1933 la FVA revient à la construction de planeurs avec ce monoplan monoplace léger à aile haute haubanée.
- FVA-10a Theodor Bienen : Planeur monoplan monoplace dérivé du FVA-9, dont il se distinguait par une aile médiane cantilever et un fuselage particulièrement bien profilé, affectant une forme de goutte d’eau horizontale, donc sans décrochement de pare-brise. Achevé durant l’été 1936, il fut confié à Felix Kracht pour une tentative de traversée des Alpes. Durant les essais à Prien (Chiemsee), il apparut nécessaire de modifier la voilure.
  - FVA-10b Rheinland : Amélioration du FVA-10a, qui effectua son premier vol le 13 mai 1937 à Merzbrück. Rapidement envoyé à Priem, il passa ensuite à Salzbourg, où devait se tenir une compétition internationale vélivole. C’est de Salzbourg que le Rheinland décolla pour réaliser la première traversée des Alpes en planeur, le 30 mai 1937, Felix Kracht se posant à Udine, en Italie, après 3h 56 minutes de vol.
- FVA-11 Eifel : Planeur monoplan à aile médiane en M très aplati conçu pour améliorer les vitesses et distances d’atterrissage. Cet appareil de 18 m d’envergure à aile cantilever dont tout le bord de fuite était mobile fut mis en chantier en février 1938 malgré des difficultés grandissantes à se procurer les matériaux nécessaires. Cet appareil qui a très peu volé fut détruit durant la Seconde Guerre mondiale.
- FVA-12 : Projet non réalisé d’un avion léger de tourisme mis à l’étude en 1936/37.
- FVA-13 Olympia-Jolle : Les Jeux olympiques de 1940 devant se dérouler en Finlande et comporter, pour la première fois, une épreuve de vol à voile, la FVA décida au cours de l’été 1938 de réaliser deux planeurs pour participer aux épreuves. L’appareil fut dessiné par Herbert Kaulbach et, pour des raisons de coût comme de temps, il fut décidé de construire un prototype (V-1) à Aix-la-Chapelle, le second (V-2) devant être construit par FAG Darmstadt. Ce monoplan à aile haute cantilever de construction mixte (bois, métal et toile) avait une envergure de 15 m et pesait 95 kg à vide avec une aile de 14,5 m2. La commission olympique inspectera trois planeurs allemands et choisira le DFS Olympia Meise, mettant un terme prématuré à la carrière du FVA-13.
- FVA-14 Ringflügel : Projet de planeur à aile circulaire dont la conception débuta en 1952. Les essais en soufflerie du prototype débutèrent en 1955 et mirent en évidence des problèmes de stabilité. Après deux ans d’essais en soufflerie le projet fut finalement abandonné.
- FVA-15 : Programme d’étude aérodynamique mené en 1953 et 1954 sur les ailes de planeurs soufflées utilisant un Grunau Baby III.
- FVA-16 : Étude de conception d’une voilure en résine sur armature aluminium menée en 1955.
- FVA-17 : Motorisation de l’aile volante Horten Ho 33-V1 réalisée en 1955.
- FVA-18a Primitiv Krähe : Avion léger d’école destiné à la construction amateur. À la fin des années 1950 le Flugwissenschaftliche Vereinigung Aachen estima que les élèves en construction aéronautique devaient aussi obtenir une licence de pilote durant leur formation universitaire. Or le cout de l’heure de vol restait élevé même sur le Piper J-3C dont disposait la FVA, d’où l’idée de développer un avion bon marché, facile à entretenir et d’utilisation facile pour les élèves. On commença par choisir le moteur, un Volkswagen de 30 ch adapté aux besoins aéronautiques par la firme Pollmann. On dessina ensuite un monoplan à aile haute contreventée de forme anguleuse, croisement entre le Piper Cub et l’Auster AOP. Un profil de voilure très épais et un train classique fixe, une structure en tubes métalliques avec revêtement entoilé et un aménagement en tandem (instructeur derrière l’élève) étaient les principales caractéristiques de cet appareil [D-EFVA] qui effectua ses premiers essais en 1965. Le premier vol fut interrompu au bout de 20 minutes pour des problèmes d’échauffement anormal du circuit d’huile. Ce problème de surchauffe du moteur ne sera jamais correctement résolu. L’appareil perdait ensuite rapidement de l’altitude en virage serré, ce qui nécessitait un recalage de la voilure. La motorisation déficiente de l’appareil le condamna définitivement en 1971. 
  - FVA-18b Silberkrähe : Fin 1971 le Fournier RF-5 de la FVA est accidenté et la décision fut prise de monter sur le Primitiv Krähe le moteur Limbach du motoplaneur. L’appareil prit l’air le 17 mai 1972 et donna ensuite entière satisfaction.
- FVA-19 : Étude d’un avion destiné au remorquage de planeur lancée en 1965. L’achat en 1971 d’un Piper Super Cub a conduit le FVA à abandonner le projet, mais les travaux ont été repris par le Flugwissenschaftlichen Arbeitsgemeinschaft Bremen, conduisant au premier vol du monoplace ESS 641 (en) le 17 septembre 1971.
- FVA-20 : Planeur monoplace de classe standard à train escamotable monotrace dont la construction fut lancée en 1967. Le prototype de cet appareil en résine a pris l’air le 27 novembre 1979.
- FVA-21 : Étude et montage de volets automatiques sur un planeur VFW-Fokker FK-3.
- FVA-22 : Étude lancée en 1970 par 6 étudiants de l’École technique supérieure d’Aix-la-Chapelle et de l’université technique de Munich pour la construction d’une fusée destinée à des recherches en haute atmosphère.
- FVA-23 : Modification de l’échappement sur un Robin DR400/180 en 1976.
- FVA-24 Wimi : Réalisation d’un treuil de remorquage.
- FVA-25 : ULM à empennages canard dont la construction fut lancée en 1983.
- FVA-27 : Planeur à empennages canards dont l’étude fut lancée en 1985. La construction a débuté en 1990 et n’était pas achevée en 2007 mais un DG-1000 est utilisé pour certains essais aérodynamiques.

## Référence et lien externe
- (de) Le site internet de FVA